# Media PGL
Nel gioco del baseball, la media PGL (punti guadagnati sul lanciatore) è la statistica che descrive la media di punti concessi da un lanciatore sulla distanza di 9 inning di gioco. Traduzione del termine statunitense ERA ("earned run average"), si ottiene moltiplicando per 9 il numero di punti concesso da un lanciatore nel corso della sua prestazione, e dividendo il prodotto per il numero di inning lanciati.

## Calcolo della media PGL
Il calcolo della media PGL non è una semplice moltiplicazione seguita da una divisione, ma tiene conto di un altro fattore importante: i punti non concessi direttamente dal lanciatore, ma ottenuti dopo un errore difensivo ("unearned runs"). Un punto è considerato "non guadagnato" quando non sarebbe stato ottenuto senza un precedente errore.

### Esempio
Si consideri un inning in cui si verificano i seguenti fatti:
```
    Battitore 1: Singolo
    Battitore 2: 
Strikeout

    Battitore 3: Salvo in 
prima base
 su errore difensivo (Battitore 1 avanza in 
seconda base
)
    Battitore 4: 
Fuoricampo
 (1, 3, e 4 segnano)
    Battitore 5: Triplo
    Battitore 6: 
Volata di sacrificio
 (5 segna, 6 eliminato)
    Battitore 7: Base ball
    Battitore 8: Fuori campo (7 e 8 segnano)
    Battitore 9: Strikeout
```

Sono stati realizzati 6 punti, e quindi la media PGL del lanciatore sarebbe un elevatissimo 54.00, che potrebbe scendere fino a 6.00 se completasse la partita senza più subire punti. Tuttavia, la reale situazione che si sarebbe realizzata senza l'errore difensivo sul Battitore 3 è la seguente:
```
    Battitore 1: Singolo
    Battitore 2: Strikeout
    Battitore 3: Eliminato in prima base (invece di errore)
    Battitore 4: Fuoricampo (1 e 4 segnano)
    Battitore 5: Triplo
    Battitore 6: Eliminazione al volo (terzo eliminato, 5 non segna)
    Battitori 7, 8, 9: Non sarebbero andati in battuta
```

In tale modo, sono solamente 2 i punti concessi dal lanciatore, 18.00 la sua media PGL, che potrebbe scendere a 2.00 se terminasse la partita senza subire altri punti. Di contro, se un lanciatore viene sostituito nel corso di un inning e lascia battitori avversari in base, tutti i punti eventualmente segnati da quei giocatori nel prosieguo dell'inning sarebbero sua responsabilità, e non del compagno di squadra che lo sostituisce. Così, se al primo lancio del sostituto, il battitore realizza un fuoricampo che porta a casa anche altri giocatori sulle basi, il lanciatore di rilievo è responsabile solo per un punto, e gli altri vengono addebitati al lanciatore che ha sostituito, sempre che gli stessi non fossero in base a seguito di precedenti errori.

## Record della media PGL

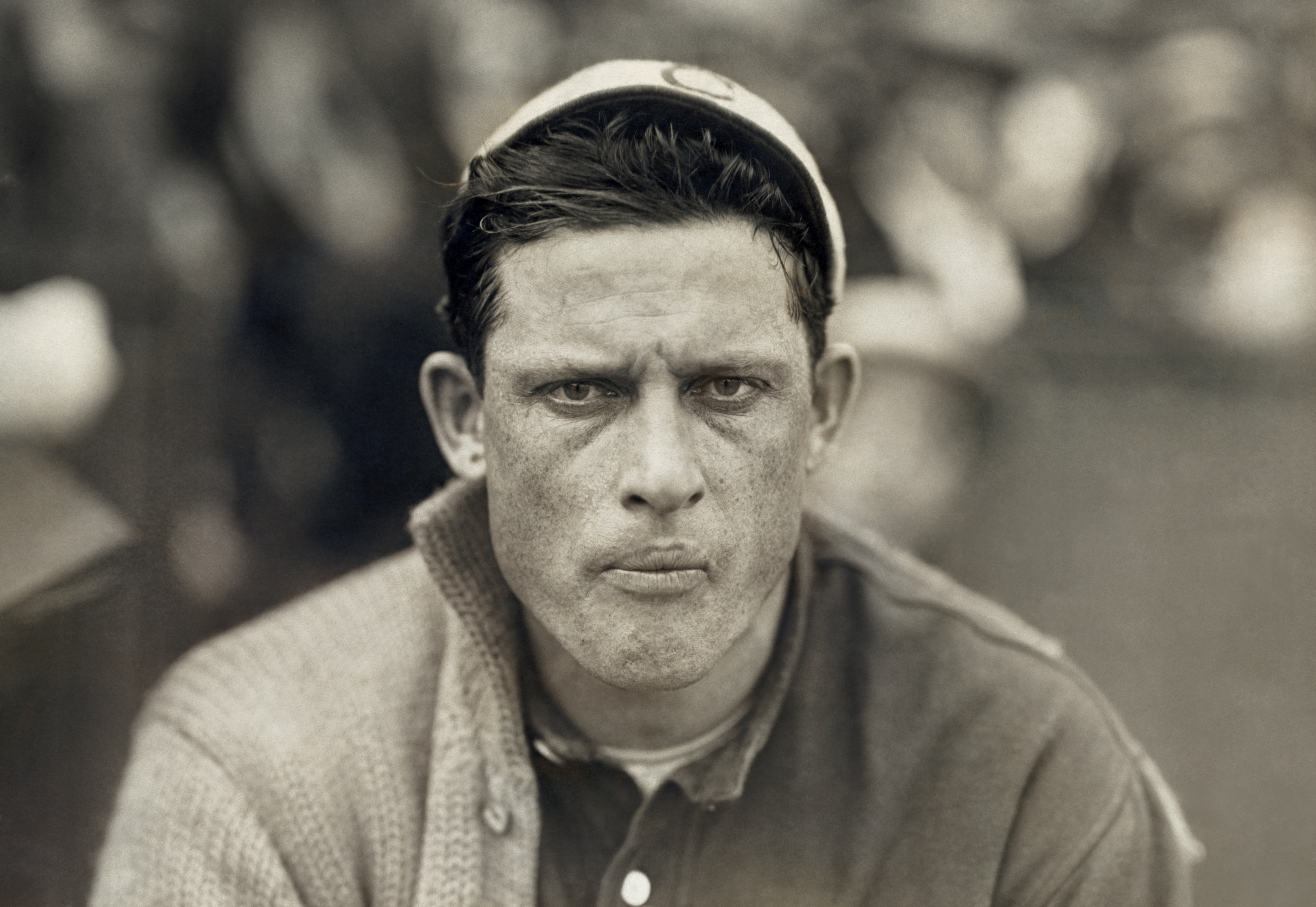
Un primo piano del lanciatore dei Chicago White Sox Ed Walsh. Walsh detiene tuttora il record della più bassa media PGL in carriera

Nel baseball attuale, una media PGL inferiore a 2.00 è considerata eccezionale, ed è rarissima. Una media PGL tra 2.00 e 3.00 è considerata eccellente, ed è alla portata di pochi lanciatori. Una media PGL tra 3.00 e 4.00 è ancora sopra media, che è stabilita in un valore tra 4.00 e 5.00. Una media superiore a 6.00, invece, viene considerata troppo alta per consentire a un lanciatore di rimanere nelle Leghe maggiori.
Il record per la media PGL più bassa in carriera (almeno 1.000 inning lanciati) appartiene a Ed Walsh, con 1.817 dal 1904 al 1917; mentre per una singola stagione (almeno 1 inning lanciato a partita) appartiene a Tim Keefe, che lo realizzò nel 1880, con 0.86. Nella storia moderna del gioco, spicca la prestazione di Bob Gibson, che nel 1968 vinse 22 partite, tenendo una media di 1.12. Tra i giocatori in attività, la media PGL più bassa è quella di Clayton Kershaw, attualmente a 2.532, valore che lo inserisce tra i migliori 50 della storia. Mariano Rivera è il leader della statistica nell'era moderna: con una media PGL di 2.209, si colloca al tredicesimo posto nella lista ogni epoca.
Data la natura della statistica, il titolo per la migliore media PGL finisce spesso a giocatori in grado di realizzare molti strikeout: Roger Clemens ha vinto il titolo 7 volte, Pedro Martínez 5 volte, Greg Maddux 4, Randy Johnson 3. Sandy Koufax ha avuto la migliore media per 5 anni di fila, con valori tra 1.73 e 2.54.

## Fatti di rilievo nel calcolo della media PGL
La media PGL non è considerata misura esatta del valore di lanciatore, per una serie di considerazioni: 
- I lanciatori partenti, che hanno il compito di condurre la partita per almeno 6 inning, devono dosare le proprie forze per un numero di lanci maggiore di quello dei lanciatori "di rilievo", e in particolare dei closer, i lanciatori di chiusura della partita, spesso chiamati in causa solo nell'ultimo inning, e quindi possono lanciare con più efficacia
- Dal 1973 la American League ha introdotto la regola del battitore designato, che sostituisce il lanciatore nel suo turno di battuta, presentando quindi un'insidia maggiore per il lanciatore della stessa American League rispetto ad un lanciatore della National League, che si trovava ad affrontare il collega della squadra avversaria, e quindi un battitore in genere piuttosto scarso. Dal 2022 anche la National League ha adottato il battitore designato, eliminando questa disparità.
- La media PGL moderna è più elevata rispetto a quella dei primi anni del Novecento anche per il maggior utilizzo di pinch hitters, battitori freschi che sostituiscono negli ultimi inning della partita i propri compagni di squadra più stanchi.
- Alcuni stadi moderni favoriscono i battitori: ad esempio, al Coors Field, stadio dei Colorado Rockies, per effetto dell'altitudine la palla viaggia il 10% più lontano che in uno stadio a livello del mare, e al contempo l'efficacia dell'effetto delle palle curve è molto diminuita, penalizzando i lanciatori di casa e in generale quelli della National League, quando visitano i Rockies.
- Gli scorer ufficiali, che tengono le statistiche di tutto quello che avviene in campo, sono diversi da stadio a stadio, spesso da partita in partita, e il loro metro di giudizio non è uniforme, tanto che quello che per alcuni è un errore, per altri è una battuta valida.

Per ovviare a questi problemi, negli ultimi anni la Society for American Baseball Research, ente che si occupa di catalogare tutti gli aspetti e i record del gioco, ha iniziato la ricerca di nuovi strumenti in grado di valutare in maniera più uniforme e indipendente dai periodi storici e da influenze esterne le statistiche dei giocatori. Per quanto riguarda la media PGL, è stata creata una nuova statistica, chiamata '"Defense-Independent ERA" (dERA)", la cui formula è più complessa.